# 태화상운 (남양주시)
태화상운(泰和商運)은 경기도 남양주시 와부읍 수레로661번길 14 (월문리)에 위치한 마을버스 회사이다.

## 개요
1974년 10월 4일 호수여객운수(湖水旅客運輸)로 설립하면서 서울시내버스 업체로서 양수리 ~ 청량리역 간 166번 좌석버스와 도곡리 ~ 청량리역 간 166번 도시형버스를 운행하였으며, 1987년 상호명을 호수여객운수(湖水旅客運輸)에서 태화상운(泰和商運)으로 변경하였다.
서울시내버스 운행 당시 사업자 등록은 서울특별시 동대문구 전농동 597번지로 되어있었으며, 차고지는 경기도 남양주시 와부읍 도곡리 1062-1번지(한강우성아파트, 구 서통화학 옆)에 두고 있었다. 2000년 7월에 166번 좌석버스에서 166-2번 도시형버스로 전환되었지만 경영부실과 KD운송그룹 유사 노선의 경합으로 경쟁에서 도태되어 2001년 5월 서울시내버스의 면허, 차량, 차고지 등을 대원교통에 양도하고 현재는 와부읍 지역의 마을버스에만 운행하고 있다.
2000년 서울시내버스 사업 양도 직전 400번 노선을 신설하였으나 이 노선은 서울특별시 면허임에도 불구하고 서울특별시계 내로 들어가지 못하고 경기도 구리시 교문동 망우리고개 상에서 회차하는 노선이었으며, 대원교통에 인수된 직후 폐선되었다.

## 운행 노선
| 노선 번호   | 운행구간   | 운행구간 | 운행구간   | 경유지                                                                              | 배차 간격 (분) | 비고                                                   |
| ----------- | ---------- | -------- | ---------- | ----------------------------------------------------------------------------------- | -------------- | ------------------------------------------------------ |
| 60          | 도곡리     | ↔        | 월문리     | 도심역, 덕소역, KT 덕소지점, 예봉초등학교, 월문초등학교                             | 15~30          |                                                        |
| 땡큐61      | 도곡리     | ↔        | 금곡       | 도심역, 덕소역, KT 덕소지점, 동부센트레빌, 와부고등학교, 율석리, 홍유릉, 남양주시청 | 30             | 땡큐88-1, 땡큐99번과 동일 노선 땡큐버스 전환(2020.3.9) |
| 63 공영버스 | 동부아파트 | ↔        | 시우리     | KT 덕소지점, 덕소역, 도심역, 팔당역, 능내리, 조안면사무소, 운길산역, 송촌리         | 120            |                                                        |
| 64 공영버스 | 봉인사     | ↔        | 금곡       | 송능2리, 금곡역                                                                     | 40             |                                                        |
| 65          | 덕소역     | ↔        | 동부아파트 | 주공아파트, 현대아이파크                                                            | 30             |                                                        |
| 땡큐88-1    | 도곡리     | ↔        | 금곡초교   | 덕소역, 덕소중학교, 율석리, 금곡역, 금곡동행점복지센터➡️이후역순                    | 10~15          | 땡큐99번과 동일 노선 땡큐버스 전환(2020.3.9)           |
| 땡큐99      | 도곡리     | ↔        | 금곡초교   | 덕소역, 덕소중학교, 율석리, 금곡역, 금곡동행점복지센터➡️이후역순                    | 10~15          |                                                        |

## 미운행 노선
- ● 62번: 백월리 - 삼봉리 - 진중리 - 양수리

### 서울시내버스 운행 당시 노선
- 166번: 도곡리 - 덕소역 - 도심역 - 삼패동 - 양정역 - 도농역 - 구리역 - 돌다리 - 교문사거리 - 망우리고개 - 망우역 - 상봉역 - 중랑교 - 중랑역 - 회기역 - 청량리역 - 경동시장 (개편 후 지선버스 2229번으로 운행하였지만 2005년 12월 16일 폐선. 2000년대 초반 경기고속이 공동 배차를 시작했고 번호 변경 없이 대원운수로 이관되다 2008년 경기여객으로 양도 이후 2009년 9월 8일 최종 폐선)
- 166-2번: 양수리 - 진중삼거리 - 조안리 - 다산유적지 - 능내역 - 봉안마을 - 팔당역 - 도곡리 - 도심역 - 덕소역 - 삼패동 - 양정역 - 도농역 - 구리역 - 돌다리 - 교문사거리 - 망우리고개 - 망우역 - 상봉역 - 중랑교 - 중랑역 - 회기역 - 청량리역 - 경동시장 (개편 후 지선버스 2228번으로 운행하였지만 2008년 12월 20일 폐선 후 대원운수 167번이 대체)
- 400번: 도곡리 - 덕소 - 삼패동 - 양정역 - 도농역 - 돌다리 - 구리역 - 돌다리 - 교문사거리 - 망우리고개 (서울시계 회차, 대원교통 인수 직후 폐선)

## 보유 차량

#### 자일대우버스
- 자일대우 레스타
- 자일대우 NEW BS090

#### 현대자동차
- 현대 그린시티

## 같이 보기
- 대원교통
- 대원운수
- 경기여객